# MTAB T46
T46 är Sveriges tyngsta typ av diesellok. Det används för växling av Malmbanans malmtåg i bland annat Kiruna och Svappavaara. De fyra loken moderniserades 2010–2013 och fick bland annat en ny miljövänligare motor och ny hytt.